# Валерянув (Великопольське воєводство)
Валерянув (пол. Walerianów, нім. Walerianowo) — село в Польщі, у гміні Козьмін-Велькопольський Кротошинського повіту Великопольського воєводства.
Населення — 218 осіб (2011).
У 1975-1998 роках село належало до Каліського воєводства.

## Демографія
Демографічна структура станом на 31 березня 2011 року:
|          | Загалом | Допрацездатний вік | Працездатний вік | Постпрацездатний вік |
| -------- | ------- | ------------------ | ---------------- | -------------------- |
| Чоловіки | 110     | 22                 | 74               | 14                   |
| Жінки    | 108     | 24                 | 59               | 25                   |
| Разом    | 218     | 46                 | 133              | 39                   |